# Philipp Danne
Philipp Danne (ur. 22 kwietnia 1985 w Kolonii) – niemiecki aktor.

## Kariera
Został odkryty w wieku dziewięciu lat przez jego późniejszą agentkę Marię Schwarz i od tamtej pory regularnie występował przed kamerą. Od najmłodszych lat pobierał lekcje aktorstwa u Bettiny Dorn i Nataschy Bobylevy. W 2007 zadebiutował na scenie Theater Tiefrot w Kolonii. W 2015 przyjął rolę lekarza Benjamina „Bena“ Ahlbecka w serialu In aller Freundschaft - Die jungen Ärzte.

## Życie prywatne
W 2017 zawarł związek małżeński z Viktorią (z domu Schüßler), scenarzystką i pisarką.

## Wybrana filmografia

### Filmy
- 2006: Freischwimmer jako Robert Greiner
- 2007: Czarny lód (Musta Jää) jako Uwe, chłopak na domowym przyjęciu
- 2008: Virus Undead jako Robert Hansen
- 2011: Tajemnica Arki Noego (Visus-Expedition Arche Noah, TV) jako Ben
- 2012: Druck! (film krótkometrażowy) jako Michael
- 2013: Mała Syrenka (TV) jako książę Nikolas
- 2015: Marie Brand und das Erbe der Olga Lenau (TV) jako Harald Wecker (w młodości)
- 2018: Niewidzialna Sue (Invisible Sue) jako DJ Gobiln
- 2022: Kennedys Liebe zu Europa (dokumentalny TV) jako John F. Kennedy

### Seriale TV
- 2001: Klinikum Berlin Mitte - Leben in Bereitschaft jako Jacob
- 2002: Telefon 110 (Polizeiruf 110: Fluch der guten Tat) jako Arpad Duplat
- 2003: Kobra – oddział specjalny - odc. „Rodzinna banda” („Familienbande”) jako Boris Unterbach
- 2008: Górski lekarz (Der Bergdoktor) jako Tim
- 2009: Kobra – oddział specjalny - odc. „Operacja: Gemini” („Operation Gemini”) jako Paul
- 2010: Ostatni gliniarz (Der Letzte Bulle) jako Conny
- 2012: Kobra – oddział specjalny - odc. „Gniazdo żmij” („Schlangennest”) jako Timo
- 2014: Górscy ratownicy (Die Bergretter) jako Felix Mooslechner
- 2014: Dzieciaki z Einstein High jako główny potwór
- 2016: Rosamunde Pilcher: Wiosenne truskawki (Rosamunde Pilcher: Erdbeeren im Frühling) jako Nicholas Hurley
- 2018–2022: Jonas Waldek jako Jonas Waldek